# Hülserbergnunatak
Der Hülserbergnunatak ist ein 3300 m Nunatak im ostantarktischen Viktorialand. In der Deep Freeze Range ragt er westlich des Archambault Ridge auf.
Wissenschaftler der deutschen Expedition GANOVEX IV (1984–1985) benannten ihn. Namensgeber ist der Hülser Berg in der niederrheinischen Stadt Krefeld.